# Njemačka carska mornarica
Njemačka carska mornarica (njem. Kaiserliche Marine) bila je pomorska komponenta oružanih snaga Njemačkog Carstva od njegova utemeljenja 1871. pa sve do poraza u prvom svjetskom ratu 1918. godine, da bi bila službeno raspuštena godinu dana poslije. Za vladavine cara Vilima II., njemačka mornarica izrasla je u drugu po veličini na svijetu, odmah iza britanske. Površinska flota se pokazala nedorasla svojoj misiji tijekom prvog svjetskog rata, no podmornička flota je zadala velike probleme ratnoj opskrbi Velike Britanije. Velik dio njemačke mornarice potopili su njezini vlastiti časnici nakon potpisivanja kapitulacije.